# Serie A1 2023-2024 (hockey su pista)
La Serie A1 2023-2024 è stata la 101ª edizione (la 75ª a girone unico) del torneo di primo livello del campionato italiano di hockey su pista. La competizione ha avuto inizio il 7 ottobre 2023 e si è conclusa l'8 giugno 2024.
Lo scudetto è stato conquistato dal Forte dei Marmi per la quinta volta nella sua storia.

## Stagione

### Novità
La stagione 2023-2024 della serie A1 ha visto ai nastri di partenza quattordici club. Al torneo parteciparono: Amatori Lodi, Bassano, Follonica, Forte dei Marmi, Grosseto, HRC Monza, Montebello, Sandrigo, Sarzana, Trissino, Valdagno e Vercelli. Al posto delle retrocesse CGC Viareggio e Montecchio P. hanno partecipato le due neoprommosse Breganze, la cui ultima partecipazione alla massima serie era stata nel 2019-2020 e AFP Giovinazzo che mancava dal 2017-2018.

### Formula
Come ormai consuetudine, la manifestazione è stata organizzata in due fasi. La prima fase ha visto la disputa di un girone all'italiana, con gare di andata e ritorno per un totale di 26 giornate: sono stati assegnati 3 punti per l'incontro vinto e un punto a testa per l'incontro pareggiato, mentre non ne è stato attribuito alcuno per la sconfitta. Al termine della prima fase le prime dieci squadre classificate si sono qualificate per i play-off scudetto mentre le squadre classificate dall'11º e al 14º posto hanno parteciperato ai play-out per stabilire le squadre retrocesse in Serie A2 nella stagione successiva.

### Avvenimenti
- La società Hockey Vercelli si ritira dopo pochi mesi d’avvio del campionato, per problemi finanziari.
- Uno dei migliori giocatori della storia, Pedro Gil, si ritira dall’hockey dopo aver finito il campionato con il Forte dei Marmi.
- Lo storico imprenditore Atilio Bindi abbandona la società del Forte dei Marmi.
- A fine stagione, l’allenatore dell’Hockey Forte dei marmi Alessandro Bertolucci, passa alla squadra Hockey Bassano del Grappa.

## Squadre partecipanti
| Club            | Stagione | Città                     | Impianto                       | Stagione precedente                                            |
| --------------- | -------- | ------------------------- | ------------------------------ | -------------------------------------------------------------- |
| AFP Giovinazzo  | dettagli | Giovinazzo (BA)           | PalaPansini                    | 1º in Serie A2 girone B, promosso                              |
| Amatori Lodi    | dettagli | Lodi                      | PalaCastellotti                | 2º in Serie A1, semifinale play-off scudetto                   |
| Bassano         | dettagli | Bassano del Grappa (VI)   | PalaUbroker                    | 8º in Serie A1, primo turno play-off scudetto                  |
| Breganze        | dettagli | Breganze (VI)             | PalaFerrarin                   | 1º in Serie A2 girone A, promosso                              |
| Follonica       | dettagli | Follonica (GR)            | Pista Armeni                   | 6º in Serie A1, quarti di finale play-off scudetto             |
| Forte dei Marmi | dettagli | Forte dei Marmi (LU)      | PalaForte                      | 4º in Serie A1, semifinali play-off scudetto                   |
| Grosseto        | dettagli | Grosseto                  | Pista Mario Parri              | 3º in Serie A1, semifinali play-off scudetto                   |
| HRC Monza       | dettagli | Monza                     | PalaRovagnati di Biassono (MB) | 10º in Serie A1, primo turno play-off scudetto                 |
| Montebello      | dettagli | Montebello Vicentino (VI) | Palazzetto dello sport         | 13º in Serie A1, 2º ai play-out                                |
| Sandrigo        | dettagli | Sandrigo (VI)             | Palasport di Sandrigo          | 11º in Serie A1, 1º ai play-out                                |
| Sarzana         | dettagli | Sarzana (SP)              | Pista Vecchio Mercato          | 5º in Serie A1, quarti di finale play-off scudetto             |
| Trissino        | dettagli | Trissino (VI)             | PalaDante                      | 1º in Serie A1, vincitore play-off scudetto, campione d'Italia |
| Valdagno        | dettagli | Valdagno (VI)             | PalaLido                       | 9º in Serie A1, quarti di finale play-off scudetto             |
| Vercelli        | dettagli | Vercelli                  | PalaPregnolato                 | 7º in Serie A1, quarti di finale play-off scudetto             |

### Allenatori e primatisti
| Squadra         | Allenatore                                                            | Cannoniere (Miglior marcatore nella stagione regolare) |
| --------------- | --------------------------------------------------------------------- | ------------------------------------------------------ |
| AFP Giovinazzo  | Pino Marzella                                                         | Federico Correa (35 reti)                              |
| Amatori Lodi    | Pierluigi Bresciani                                                   | Alessandro Faccin (24 reti)                            |
| Bassano         | Miguel Viterbo (1ª-12ª) Roberto Zonta (13ª-26ª)                       | Joao Guimaraes (34 reti)                               |
| Breganze        | Loris Basso (1ª-10ª) Fausto Pozzan (11ª-13ª) Roberto Crudeli (14ª-26) | Facundo Posito (28 reti)                               |
| Follonica       | Sérgio Silva                                                          | Davide Banini (39 reti)                                |
| Forte dei Marmi | Alessandro Bertolucci                                                 | Federico Ambrosio (50 reti)                            |
| Grosseto        | Michele Achilli                                                       | Pablo Saavedra (25 reti)                               |
| HRC Monza       | Tommaso Colamaria                                                     | Julian Tamborindegui (33 reti)                         |
| Montebello      | Mauro Zini                                                            | Thomas Cardoso (29 reti)                               |
| Sandrigo        | Davide Mendo                                                          | Andrea Brendolin (20 reti)                             |
| Sarzana         | Paolo De Rinaldis                                                     | Jeronimo Garcia Bielsa (25 reti)                       |
| Trissino        | Tiago Sousa                                                           | Giulio Cocco (44 reti)                                 |
| Valdagno        | Luca Chiarello                                                        | Giuliano Giuliani (26 reti)                            |
| Vercelli        | Roberto Crudeli (1ª-13ª)                                              | Cosimo Mattugini (12 reti)                             |

## Stagione regolare

### Classifica
|  | Pos. | Squadra         | Pt | G  | V  | N | P  | GF  | GS  | DR   |
|  | ---- | --------------- | -- | -- | -- | - | -- | --- | --- | ---- |
|  | 1.   | Forte dei Marmi | 67 | 26 | 21 | 4 | 1  | 151 | 52  | +99  |
|  | 2.   | Trissino        | 66 | 26 | 20 | 6 | 0  | 137 | 50  | +87  |
|  | 3.   | Follonica       | 56 | 26 | 17 | 5 | 4  | 119 | 76  | +43  |
|  | 4.   | Sarzana         | 54 | 26 | 17 | 3 | 6  | 112 | 91  | +21  |
|  | 5.   | Amatori Lodi    | 46 | 26 | 13 | 7 | 6  | 103 | 75  | +28  |
|  | 6.   | Grosseto        | 43 | 26 | 13 | 4 | 9  | 99  | 86  | +13  |
|  | 7.   | Valdagno        | 38 | 26 | 11 | 6 | 9  | 91  | 84  | +7   |
|  | 8.   | Montebello      | 30 | 26 | 9  | 3 | 14 | 92  | 100 | -8   |
|  | 9.   | Bassano         | 30 | 26 | 9  | 3 | 14 | 81  | 81  | 0    |
|  | 10.  | Sandrigo        | 28 | 26 | 8  | 4 | 14 | 83  | 106 | -23  |
|  | 11.  | HRC Monza       | 21 | 26 | 6  | 3 | 17 | 94  | 99  | -5   |
|  | 12.  | Breganze        | 17 | 26 | 5  | 2 | 19 | 81  | 127 | -46  |
|  | 13.  | AFP Giovinazzo  | 15 | 26 | 4  | 3 | 19 | 91  | 154 | -63  |
|  | 14.  | Vercelli        | 0  | 26 | 1  | 3 | 22 | 33  | 186 | -153 |

Legenda:
  Squadra ammessa ai quarti di finale dei play-off scudetto.
  Squadra ammessa al primo turno dei play-off scudetto.
  Squadra ammessa ai play-out.
  Squadra vincitrice della Coppa Italia 2023-2024.
  Squadra vincitrice della Supercoppa italiana 2023.
      Squadra campione d'Italia e ammessa alla WSE Champions League 2024-2025.
      Squadre ammesse alla WSE Champions League 2024-2025.
      Squadre ammesse alla Coppa WSE 2024-2025.
Note:
Tre punti a vittoria, uno a pareggio, zero a sconfitta.
In caso di arrivo di due o più squadre a pari punti, la graduatoria finale è stilata secondo la classifica avulsa tra le squadre interessate che prevede, in ordine, i seguenti criteri:
- punti negli scontri diretti;
- differenza reti negli scontri diretti;
- differenza reti generale;
- reti realizzate in generale;
- sorteggio.

Il Vercelli è stato penalizzato di 6 punti a seguito della rinuncia a partecipare alla Serie A1 .

### Risultati
| Andata (1ª) | Andata (1ª) | Prima giornata           | Ritorno (14ª) | Ritorno (14ª) |
|             |             |                          |               |               |
| 7 ott.      | 0-12        | AFP Giovinazzo-Trissino  | 0-5           | 7 gen.        |
| 7 ott.      | 4-4         | Valdagno-Sandrigo        | 2-3           | 6 gen.        |
| 7 ott.      | 4-2         | Sarzana-Montebello       | 4-3           | 7 gen.        |
| 7 ott.      | 0-10        | Breganze-Forte dei Marmi | 0-16          | 7 gen.        |
| 7 ott.      | 4-3         | Follonica-Amatori Lodi   | 2-2           | 6 gen.        |
| 8 ott.      | 2-4         | Bassano-Grosseto         | 2-2           | 6 gen.        |
| 11 ott.     | 7-0         | HRC Monza-Vercelli       | 10-0          | 6 gen.        |

| Andata (2ª) | Andata (2ª) | Seconda giornata        | Ritorno (15ª) | Ritorno (15ª) |
|             |             |                         |               |               |
| 14 ott.     | 3-2         | Forte dei Marmi-Bassano | 4-4           | 14 gen.       |
| 14 ott.     | 3-6         | Breganze-Vercelli       | 10-0          | 13 gen.       |
| 15 ott.     | 6-4         | Montebello-HRC Monza    | 3-5           | 13 gen.       |
| 18 ott.     | 6-1         | Trissino-Valdagno       | 4-4           | 13 gen.       |
| 18 ott.     | 6-1         | Grosseto-AFP Giovinazzo | 7-7           | 14 gen.       |
| 18 ott.     | 2-4         | Sandrigo-Follonica      | 3-3           | 14 gen.       |
| 15 nov.     | 6-4         | Amatori Lodi-Sarzana    | 5-5           | 14 gen.       |

| Andata (3ª) | Andata (3ª) | Terza giornata           | Ritorno (16ª) | Ritorno (16ª) |
|             |             |                          |               |               |
| 21 ott.     | 2-4         | AFP Giovinazzo-Bassano   | 1-7           | 21 gen.       |
| 21 ott.     | 3-3         | HRC Monza-Amatori Lodi   | 3-4           | 17 gen.       |
| 21 ott.     | 2-2         | Follonica-Trissino       | 4-4           | 17 gen.       |
| 21 ott.     | 4-2         | Sarzana-Sandrigo         | 4-2           | 17 gen.       |
| 21 ott.     | 2-1         | Valdagno-Grosseto        | 2-3           | 24 gen.       |
| 25 ott.     | 5-7         | Breganze-Montebello      | 5-3           | 21 gen.       |
| 6 dic.      | 1-2         | Vercelli-Forte dei Marmi | 0-10          |               |

| Andata (4ª) | Andata (4ª) | Quarta giornata                | Ritorno (17ª) | Ritorno (17ª) |
|             |             |                                |               |               |
| 28 ott.     | 4-1         | Sandrigo-HRC Monza             | 4-8           | 27 gen.       |
| 28 ott.     | 11-5        | Forte dei Marmi-AFP Giovinazzo | 6-1           | 28 gen.       |
| 28 ott.     | 3-2         | Grosseto-Follonica             | 3-5           | 27 gen.       |
| 28 ott.     | 4-0         | Amatori Lodi-Breganze          | 5-3           | 28 gen.       |
| 29 ott.     | 3-6         | Bassano-Valdagno               | 2-5           | 27 gen.       |
| 29 ott.     | 6-1         | Trissino-Sarzana               | 8-1           | 28 gen.       |
| 29 ott.     | 3-1         | Montebello-Vercelli            | 10-0          | 27 gen.       |

| Andata (5ª) | Andata (5ª) | Quinta giornata            | Ritorno (18ª) | Ritorno (18ª) |
|             |             |                            |               |               |
| 25 ott.     | 5-3         | Sarzana-Grosseto           | 6-1           | 3 feb.        |
| 1º nov.     | 2-3         | Vercelli-Amatori Lodi      | 0-10          | 3 feb.        |
| 1º nov.     | 3-3         | HRC Monza-Trissino         | 3-7           | 4 feb.        |
| 1º nov.     | 4-2         | Follonica-Bassano          | 3-2           | 4 feb.        |
| 1º nov.     | 3-1         | Breganze-Sandrigo          | 3-4           | 3 feb.        |
| 1º nov.     | 8-6         | Valdagno-AFP Giovinazzo    | 2-1           | 3 feb.        |
| 15 nov.     | 1-5         | Montebello-Forte dei Marmi | 3-9           | 4 feb.        |

| Andata (6ª) | Andata (6ª) | Sesta giornata           | Ritorno (19ª) | Ritorno (19ª) |
|             |             |                          |               |               |
| 4 nov.      | 6-8         | AFP Giovinazzo-Follonica | 2-4           | 10 feb.       |
| 4 nov.      | 7-5         | Grosseto-HRC Monza       | 3-2           | 10 feb.       |
| 4 nov.      | 4-3         | Sandrigo-Vercelli        | 10-0          | 10 feb.       |
| 4 nov.      | 3-1         | Amatori Lodi-Montebello  | 2-2           | 11 feb.       |
| 5 nov.      | 6-1         | Trissino-Breganze        | 5-3           | 11 feb.       |
| 8 nov.      | 1-3         | Bassano-Sarzana          | 2-5           | 10 feb.       |
| 8 nov.      | 4-1         | Forte dei Marmi-Valdagno | 4-2           | 11 feb.       |

| Andata (7ª) | Andata (7ª) | Settima giornata             | Ritorno (20ª) | Ritorno (20ª) |
|             |             |                              |               |               |
| 11 nov.     | 5-3         | Follonica-Valdagno           | 5-0           | 21 feb.       |
| 11 nov.     | 3-2         | Sarzana-AFP Giovinazzo       | 6-4           | 21 feb.       |
| 11 nov.     | 3-5         | Breganze-Grosseto            | 2-4           | 17 feb.       |
| 11 nov.     | 2-6         | Vercelli-Trissino            | 0-10          | 17 feb.       |
| 11 nov.     | 1-2         | HRC Monza-Bassano            | 2-5           | 21 feb.       |
| 11 nov.     | 1-3         | Amatori Lodi-Forte dei Marmi | 2-7           | 17 feb.       |
| 12 nov.     | 5-6         | Montebello-Sandrigo          | 1-1           | 17 feb.       |

| Andata (8ª) | Andata (8ª) | Ottava giornata           | Ritorno (21ª) | Ritorno (21ª) |
|             |             |                           |               |               |
| 18 nov.     | 1-2         | Sandrigo-Amatori Lodi     | 1-6           | 24 feb.       |
| 19 nov.     | 2-0         | Trissino-Montebello       | 4-2           | 25 feb.       |
| 19 nov.     | 3-1         | Bassano-Breganze          | 2-1           | 24 feb.       |
| 22 nov.     | 4-10        | AFP Giovinazzo-HRC Monza  | 4-3           | 24 feb.       |
| 22 nov.     | 3-3         | Grosseto-Vercelli         | 10-0          | 24 feb.       |
| 22 nov.     | 3-3         | Valdagno-Sarzana          | 2-4           | 24 feb.       |
| 22 nov.     | 4-2         | Forte dei Marmi-Follonica | 3-3           | 24 feb.       |

| Andata (9ª) | Andata (9ª) | Nona giornata            | Ritorno (22ª) | Ritorno (22ª) |
|             |             |                          |               |               |
| 25 nov.     | 1-8         | Sandrigo-Forte dei Marmi | 4-7           | 3 mar.        |
| 25 nov.     | 6-7         | Sarzana-Follonica        | 3-5           | 2 mar.        |
| 25 nov.     | 4-5         | Breganze-AFP Giovinazzo  | 3-3           | 2 mar.        |
| 25 nov.     | 0-4         | Vercelli-Bassano         | 0-10          | 2 mar.        |
| 25 nov.     | 3-4         | HRC Monza-Valdagno       | 1-3           | 2 mar.        |
| 25 nov.     | 3-3         | Amatori Lodi-Trissino    | 1-7           | 3 mar.        |
| 26 nov.     | 2-3         | Montebello-Grosseto      | 3-3           | 2 mar.        |

| Andata (10ª) | Andata (10ª) | Decima giornata         | Ritorno (23ª) | Ritorno (23ª) |
|              |              |                         |               |               |
| 2 dic.       | 8-8          | AFP Giovinazzo-Vercelli | 10-0          | 9 mar.        |
| 2 dic.       | 8-4          | Valdagno-Breganze       | 3-8           | 9 mar.        |
| 2 dic.       | 6-4          | Follonica-HRC Monza     | 6-3           | 9 mar.        |
| 3 dic.       | 7-2          | Forte dei Marmi-Sarzana | 3-3           | 9 mar.        |
| 3 dic.       | 7-2          | Trissino-Sandrigo       | 8-2           | 9 mar.        |
| 3 dic.       | 4-5          | Bassano-Montebello      | 4-6           | 10 mar.       |
| 3 dic.       | 7-4          | Grosseto-Amatori Lodi   | 5-4           | 9 mar.        |

| Andata (11ª) | Andata (11ª) | Undicesima giornata       | Ritorno (24ª) | Ritorno (24ª) |
|              |              |                           |               |               |
| 9 dic.       | 2-4          | HRC Monza-Sarzana         | 3-4           | 20 mar.       |
| 9 dic.       | 1-1          | Vercelli-Valdagno         | 0-10          | 16 mar.       |
| 9 dic.       | 6-2          | Breganze-Follonica        | 2-7           | 13 mar.       |
| 9 dic.       | 7-5          | Sandrigo-Grosseto         | 1-4           | 16 mar.       |
| 9 dic.       | 6-2          | Amatori Lodi-Bassano      | 6-1           | 17 mar.       |
| 10 dic.      | 3-2          | Trissino-Forte dei Marmi  | 5-5           | 17 mar.       |
| 10 dic.      | 5-1          | Montebello-AFP Giovinazzo | 10-7          | 16 mar.       |

| Andata (12ª) | Andata (12ª) | Dodicesima giornata         | Ritorno (25ª) | Ritorno (25ª) |
|              |              |                             |               |               |
| 6 dic.       | 1-2          | Grosseto-Trissino           | 3-5           | 7 apr.        |
| 13 dic.      | 7-4          | Sarzana-Breganze            | 6-4           | 6 apr.        |
| 13 dic.      | 7-2          | Follonica-Vercelli          | 10-0          | 6 apr.        |
| 13 dic.      | 5-1          | Valdagno-Montebello         | 4-2           | 7 apr.        |
| 17 dic.      | 2-2          | Bassano-Sandrigo            | 5-2           | 6 apr.        |
| 17 dic.      | 1-6          | AFP Giovinazzo-Amatori Lodi | 2-6           | 6 apr.        |
| 4 gen.       | 1-5          | HRC Monza-Forte dei Marmi   | 2-5           | 6 apr.        |

| \| Andata (13ª) \| Andata (13ª) \| Tredicesima giornata \| Ritorno (26ª) \| Ritorno (26ª) \| \| \| \| \| \| \| \| 20 dic. \| 0-2 \| Breganze-HRC Monza \| 3-3 \| 13 apr. \| \| 20 dic. \| 8-1 \| Sandrigo-AFP Giovinazzo \| 2-6 \| 13 apr. \| \| 20 dic. \| 1-1 \| Amatori Lodi-Valdagno \| 5-5 \| 14 apr. \| \| 20 dic. \| 4-2 \| Forte dei Marmi-Grosseto \| 4-1 \| 13 apr. \| \| 20 dic. \| 4-2 \| Montebello-Follonica \| 2-7 \| 3 apr. \| \| 20 dic. \| 2-3 \| Bassano-Trissino \| 2-4 \| 14 apr. \| \| 20 dic. \| 4-5 \| Vercelli-Sarzana \| 0-10 [A 1] \| 13 apr. \| |              |                          |               |               |
| Andata (13ª) | Andata (13ª) | Tredicesima giornata     | Ritorno (26ª) | Ritorno (26ª) |
| |              |                          |               |               |
| 20 dic. | 0-2          | Breganze-HRC Monza       | 3-3           | 13 apr.       |
| 20 dic. | 8-1          | Sandrigo-AFP Giovinazzo  | 2-6           | 13 apr.       |
| 20 dic. | 1-1          | Amatori Lodi-Valdagno    | 5-5           | 14 apr.       |
| 20 dic. | 4-2          | Forte dei Marmi-Grosseto | 4-1           | 13 apr.       |
| 20 dic. | 4-2          | Montebello-Follonica     | 2-7           | 3 apr.        |
| 20 dic. | 2-3          | Bassano-Trissino         | 2-4           | 14 apr.       |
| 20 dic. | 4-5          | Vercelli-Sarzana         | 0-10          | 13 apr.       |

## Play-out

### Classifica finale
|  | Pos. | Squadra        | Pt | G | V | N | P | GF | GS | DR |
|  | ---- | -------------- | -- | - | - | - | - | -- | -- | -- |
|  | 1.   | HRC Monza      | 18 | 4 | 2 | 1 | 1 | 19 | 11 | +8 |
|  | 2.   | AFP Giovinazzo | 15 | 4 | 2 | 1 | 1 | 16 | 18 | -2 |
|  | 3.   | Breganze       | 11 | 4 | 0 | 2 | 2 | 13 | 19 | -6 |

Legenda:
      Retrocesso in Serie A2 2024-2025.
Note:

Punti portati dalla prima fase:
HRC Monza: 11 punti
Breganze: 9 punti
AFP Giovinazzo: 8 punti
Note:
Tre punti a vittoria, uno a pareggio, zero a sconfitta. La classifica tiene conto della metà dei punti conseguiti durante la stagione regolare, eventualmente arrotondati all'intero superiore.
In caso di arrivo di due o più squadre a pari punti, la graduatoria finale è stilata secondo la classifica avulsa tra le squadre interessate che prevede, in ordine, i seguenti criteri:
- punti negli scontri diretti;
- differenza reti negli scontri diretti;
- differenza reti generale;
- reti realizzate in generale;
- sorteggio.

### Risultati
| Andata (1ª) | Andata (1ª) | Prima giornata     | Ritorno (4ª) | Ritorno (4ª) |
|             |             |                    |              |              |
| 20 apr.     | 1-5         | Breganze-HRC Monza | 4-4          | 11 mag.      |

| Andata (2ª) | Andata (2ª) | Seconda giornata         | Ritorno (5ª) | Ritorno (5ª) |
|             |             |                          |              |              |
| 27 apr.     | 7-1         | HRC Monza-AFP Giovinazzo | 3-5          | 18 mag.      |

| \| Andata (3ª) \| Andata (3ª) \| Terza giornata \| Ritorno (6ª) \| Ritorno (6ª) \| \| \| \| \| \| \| \| 4 mag. \| 4-2 \| AFP Giovinazzo-Breganze \| 6-6 \| 25 mag. \| |             |                         |              |              |
| Andata (3ª) | Andata (3ª) | Terza giornata          | Ritorno (6ª) | Ritorno (6ª) |
| |             |                         |              |              |
| 4 mag. | 4-2         | AFP Giovinazzo-Breganze | 6-6          | 25 mag.      |

## Play-off scudetto

### Tabellone
|  | Primo turno | Primo turno | Primo turno | Primo turno | Primo turno |   |   | Quarti di finale | Quarti di finale | Quarti di finale | Quarti di finale | Quarti di finale |   |          | Semifinali | Semifinali | Semifinali | Semifinali | Semifinali | Semifinali | Semifinali |  |  | Finali | Finali          | Finali | Finali | Finali | Finali | Finali |
|  |             |             |             |             |             |   |   |                  |                  |                  |                  |                  |   |          |            |            |            |            |            |            |            |  |  |        |                 |        |        |        |        |        |
|  |             |             |             |             |             |   |   | 1                | Forte dei Marmi  | 3                | 4                |                  |   |          |            |            |            |            |            |            |            |  |  |        |                 |        |        |        |        |        |
|  | 8           | Montebello  | 1           | 7           | Tot:8       |   |   | 9                | Bassano          | 1                | 3                |                  |   |          |            |            |            |            |            |            |            |  |  |        |                 |        |        |        |        |        |
|  | 8           | Montebello  | 1           | 7           | Tot:8       |   | 1 | 9                | Bassano          | 1                | 3                | Forte dei Marmi  | 2 | 3        | 2          | 3          |            |            |            |            |            |  |  |        |                 |        |        |        |        |        |
|  | 9           | Bassano     | 7           | 6           | Tot:13      |   | 1 |                  |                  |                  |                  |                  |   |          | 2          | 3          |            |            |            |            |            |  |  |        |                 |        |        |        |        |        |
|  | 9           | Bassano     | 7           | 6           | Tot:13      |   | 5 | Amatori Lodi     | 1                | 1                | 5                | 0                |   |          |            |            |            |            |            |            |            |  |  |        |                 |        |        |        |        |        |
|  |             |             |             |             |             |   |   | Amatori Lodi     | 1                | 1                | 5                | 0                | 4 | Sarzana  | 3          | 2(3)       | 4          |            |            |            |            |  |  |        |                 |        |        |        |        |        |
|  |             |             |             |             |             |   |   |                  |                  |                  |                  |                  | 4 | Sarzana  | 3          | 2(3)       | 4          |            |            |            |            |  |  |        |                 |        |        |        |        |        |
|  |             |             |             |             |             |   |   | 5                | Amatori Lodi     | 4                | 2(1)             | 6                |   |          |            |            |            |            |            |            |            |  |  |        |                 |        |        |        |        |        |
|  |             |             |             |             |             |   |   |                  |                  |                  |                  |                  |   |          |            |            |            |            |            |            |            |  |  | 1      | Forte dei Marmi | 5      | 4      | 5      | 1      | 4      |
|  |             |             | 2           | Trissino    | 6           | 3 | 2 | 2                | 1                |                  |                  |                  |   |          |            |            |            |            |            |            |            |  |  |        |                 |        |        |        |        |        |
|  |             |             |             |             |             |   |   | 3                | Follonica        | 4                | 1                | 5                |   |          |            |            |            |            |            |            |            |  |  |        |                 |        |        |        |        |        |
|  |             |             |             |             |             |   |   | 6                | Grosseto         | 3                | 2                | 4                |   |          |            |            |            |            |            |            |            |  |  |        |                 |        |        |        |        |        |
|  |             |             |             |             |             |   |   |                  |                  |                  |                  |                  |   |          | 3          | Follonica  | 3          | 1          | 1          |            |            |  |  |        |                 |        |        |        |        |        |
|  | 7           | Valdagno    | 3           | 2           | Tot:5       |   |   |                  |                  |                  |                  |                  |   |          | 3          | Follonica  | 3          | 1          | 1          |            |            |  |  |        |                 |        |        |        |        |        |
|  | 7           | Valdagno    | 3           | 2           | Tot:5       |   | 2 | Trissino         | 4                | 7                | 5                |                  |   |          |            |            |            |            |            |            |            |  |  |        |                 |        |        |        |        |        |
|  | 10          | Sandrigo    | 2           | 6           | Tot:8       |   | 2 | Trissino         | 4                | 7                | 5                |                  | 2 | Trissino | 4          | 5          |            |            |            |            |            |  |  |        |                 |        |        |        |        |        |
|  | 10          | Sandrigo    | 2           | 6           | Tot:8       |   |   |                  |                  |                  |                  |                  | 2 | Trissino | 4          | 5          |            |            |            |            |            |  |  |        |                 |        |        |        |        |        |
|  |             |             |             |             |             |   |   | 10               | Sandrigo         | 1                | 2                |                  |   |          |            |            |            |            |            |            |            |  |  |        |                 |        |        |        |        |        |

### Primo turno
(8) Montebello vs. (9) Bassano
| Arbitri: | Simone Brambilla (Agrate Brianza) Marco Rondina (Vercelli) |

|                                                                                                |           |                  |
| S. Amato 22'15" J. Guimaraes 26'32" 32'10" 48'27" N. Barbieri 37'36" F. Da Silva 39'32" 41'05" | Marcatori | 9'59" T. Cardoso |

| Arbitri: | Marcello Di Domenico (Correggio) Matteo Galoppi (Follonica) |

|                                                                                               |           |                                                                                      |
| A. Borgo 4'34" 30'30" A. Peripolli 30'47" P. Ipinazar 34'40" L. Lombardi 39'36" 47'28" 48'12" | Marcatori | 5'23" 26'32" 29'45" J. Guimaraes 10'13" S. Amato 36'55" M. Baggio 42'02" F. Da Silva |

(7) Valdagno vs. (10) Sandrigo
| Arbitri: | Claudio Ferraro (Bassano del Grappa) Alfonso Rago (Giovinazzo) |

|                          |           |                                                       |
| A. Brendolin 8'50" 9'08" | Marcatori | 13'12" D. Motaran 18'32" A. Borregan 38'25" N. Crocco |

| Arbitri: | Andrea Davoli (Modena) Alessandro Eccelsi (Novara) |

|                                           |           |                                                                      |
| D. Motaran 10'32" L. Diquigiovanni 20'33" | Marcatori | 15'55" 30'40" M. Ghirardello 40'16" 49'30" J. Moyano 43'00" M. Ardit |

### Quarti di finale
(1) Forte dei Marmi vs. (9) Bassano
| Arbitri: | Simone Brambilla (Agrate Brianza) Francesco Stallone (Giovinazzo) |

|                 |           |                                                      |
| S. Amato 17'02" | Marcatori | 12'42" F. Rossi 23'55" F. Ambrosio 49'59" J. Galbasl |

| Arbitri: | Marcello Di Domenico (Correggio) Ulderico Barbarisi (Salerno) |

|                                                                      |           |                                             |
| J. Galbas 21'47" F. Ambrosio 44'33" F. Ipiñazar 57'53" P. Gil 59'47" | Marcatori | 1'56" 50'07" J. Guimaraes 27'18" A. Pozzato |

(4) Sarzana vs. (5) Amatori Lodi
| Arbitri: | Louis Hyde (Breganze) Marco Rondina (Vercelli) |

|                                                               |           |                                                 |
| F. Fernandes 7'20" A. Fantozzi 37'16" A. Faccin 58'04" 58'33" | Marcatori | 13'49" J. Olmos 39'44" F. Ortiz 51'42" D. Borsi |

| Arbitri: | Matteo Galoppi (Follonica) Carlo Iuorio (Salerno) |

|                                  |                      |                        |
| D. Borsi 40'02" J. Olmos 44'10"  | Marcatori            | 5'28" 37'08" A. Faccin |
| F. De Rinaldis J. Olmos D. Borsi | Tiri di rigore 3 – 1 | A. Faccin              |

| Sarzana 1º maggio 2024, ore 18:00 CEST Gara-3 | Sarzana | 4 – 6 | Amatori Lodi | Pista Vecchio Mercato |

(3) Follonica vs. (6) Grosseto
| Arbitri: | Claudio Ferraro (Bassano del Grappa) Alfonso Rago (Giovinazzo) |

|                                                      |           |                                                             |
| M. Rodriguez 11'57" G. De Oro 12'56" S. Paghi 42'15" | Marcatori | 11'22" M. Pagnini 16'00" 27'41" D. Banini 27'18" F. Pagnini |

| Follonica 28 aprile 2024, ore 20:45 CEST Gara-2 | Follonica | 1 – 2 | Grosseto | Pista Armeni |

| Follonica 1º maggio 2024, ore 19:00 CEST Gara-3 | Follonica | 5 – 4 | Grosseto | Pista Armeni |

(2) Trissino vs. (10) Sandrigo
| Arbitri: | Mauro Giangregorio (Giovinazzo) Joseph Silecchia (Giovinazzo) |

|                 |           |                                                 |
| M. Ardit 22'26" | Marcatori | 1'52" D. Gavioli 10'28" 29'40" 39'02" J. Méndez |

| Trissino 28 aprile 2024, ore 20:45 CEST Gara-2 | Trissino | 5 – 2 | Sandrigo | PalaDante |

### Semifinali
(1) Forte dei Marmi vs. (5) Amatori Lodi
| Lodi 4 maggio 2024, ore 21:00 CEST Gara-1 | Amatori Lodi | 1 – 2 | Forte dei Marmi | PalaCastellotti |

| Forte dei Marmi 7 maggio 2024, ore 20:45 CEST Gara-2 | Forte dei Marmi | 3 – 1 | Amatori Lodi | PalaForte |

| Forte dei Marmi 11 maggio 2024, ore 20:45 CEST Gara-3 | Forte dei Marmi | 2 – 5 | Amatori Lodi | PalaForte |

| Lodi 14 maggio 2024, ore 20:45 CEST Gara-4 | Amatori Lodi | 0 – 3 | Forte dei Marmi | PalaCastellotti |

(2) Trissino vs. (3) Follonica
| Follonica 5 maggio 2024, ore 18:00 CEST Gara-1 | Follonica | 3 – 4 | Trissino | Pista Armeni |

| Trissino 8 maggio 2024, ore 20:45 CEST Gara-2 | Trissino | 7 – 1 | Follonica | PalaDante |

| Trissino 11 maggio 2024, ore 18:00 CEST Gara-3 | Trissino | 5 – 1 | Follonica | PalaDante |

### Finale
(1) Forte dei Marmi vs. (2) Trissino
| Trissino 25 maggio 2024, ore 20:45 CEST Gara-1 | Trissino | 6 – 5 | Forte dei Marmi | PalaDante |

| Forte dei Marmi 28 maggio 2024, ore 18:30 CEST Gara-2 | Forte dei Marmi | 4 – 3 | Trissino | PalaForte |

| Forte dei Marmi 1º giugno 2024, ore 18:30 CEST Gara-3 | Forte dei Marmi | 5 – 2 | Trissino | PalaForte |

| Trissino 4 giugno 2024, ore 20:45 CEST Gara-4 | Trissino | 2 – 1 | Forte dei Marmi | PalaDante |

| Forte dei Marmi 8 giugno 2024, ore 21:00 CEST Gara-5 | Forte dei Marmi | 4 – 1 | Trissino | PalaForte |

## Verdetti

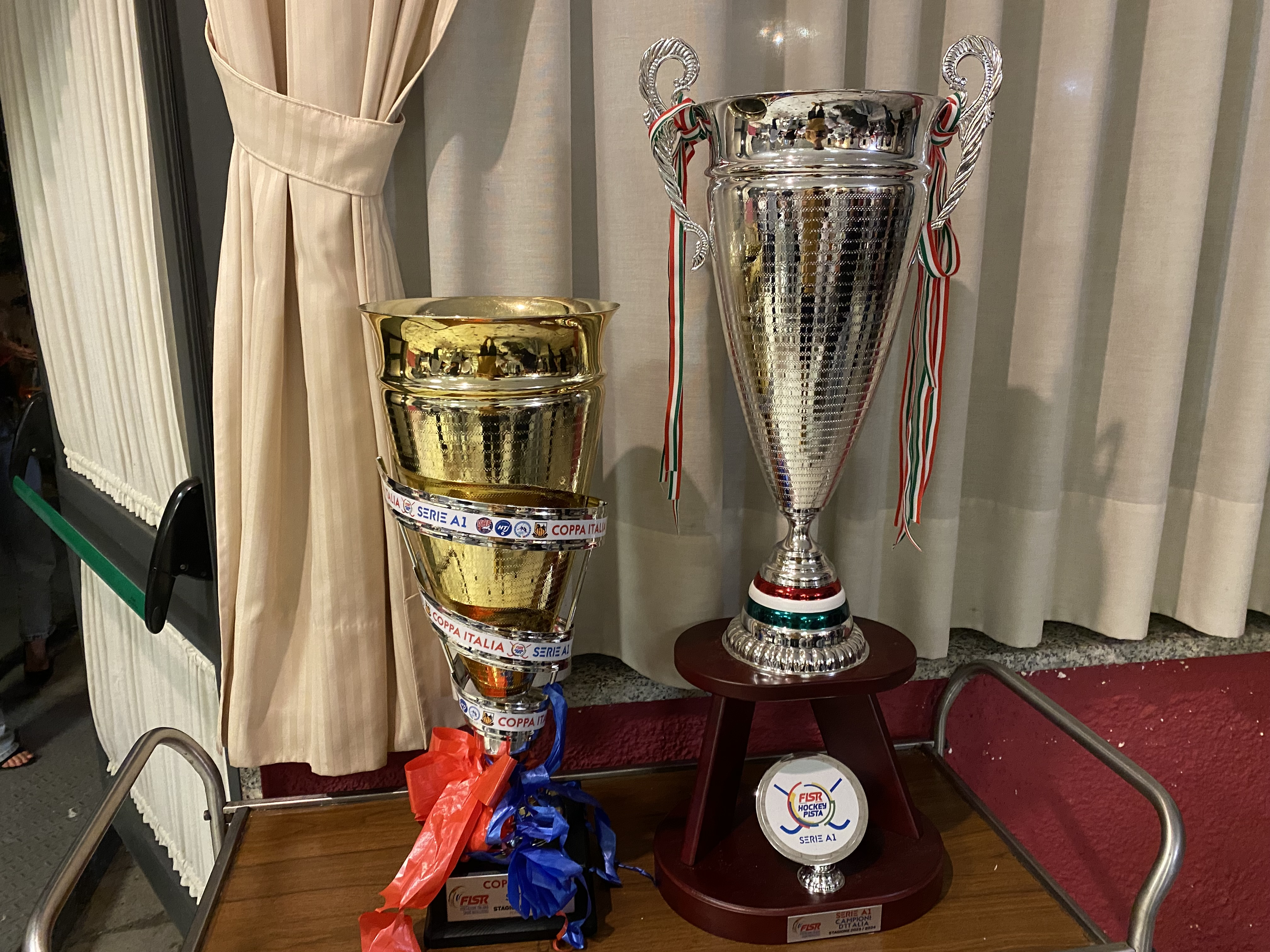
Trofei 2023-2024

| Verdetto                       | Club              |
| ------------------------------ | ----------------- |
| Campione d'Italia 2023-2024    | Forte dei Marmi   |
| WSE Champions League 2024-2025 |                   |
| Coppa WSE 2024-2025            |                   |
| Retrocesse in Serie A2         | Breganze Vercelli |

## Statistiche del torneo

### Record squadre
- Maggior numero di vittorie:
- Minor numero di vittorie:
- Maggior numero di pareggi:
- Minor numero di pareggi:
- Maggior numero di sconfitte:
- Minor numero di sconfitte:
- Miglior attacco:
- Peggior attacco:
- Miglior difesa:
- Peggior difesa:
- Miglior differenza reti:
- Peggior differenza reti: